# Electrogena
Electrogena är ett släkte av dagsländor. Electrogena ingår i familjen forsdagsländor.
Släktet innehåller bara arten Electrogena affinis.